# Los 7 Delfines
Los 7 delfines es una banda de rock alternativo de Argentina fundada por Richard Coleman y Horacio "Gamexane" Villafañe a principio de los años 1990, tras la disolución de Fricción.

## Historia

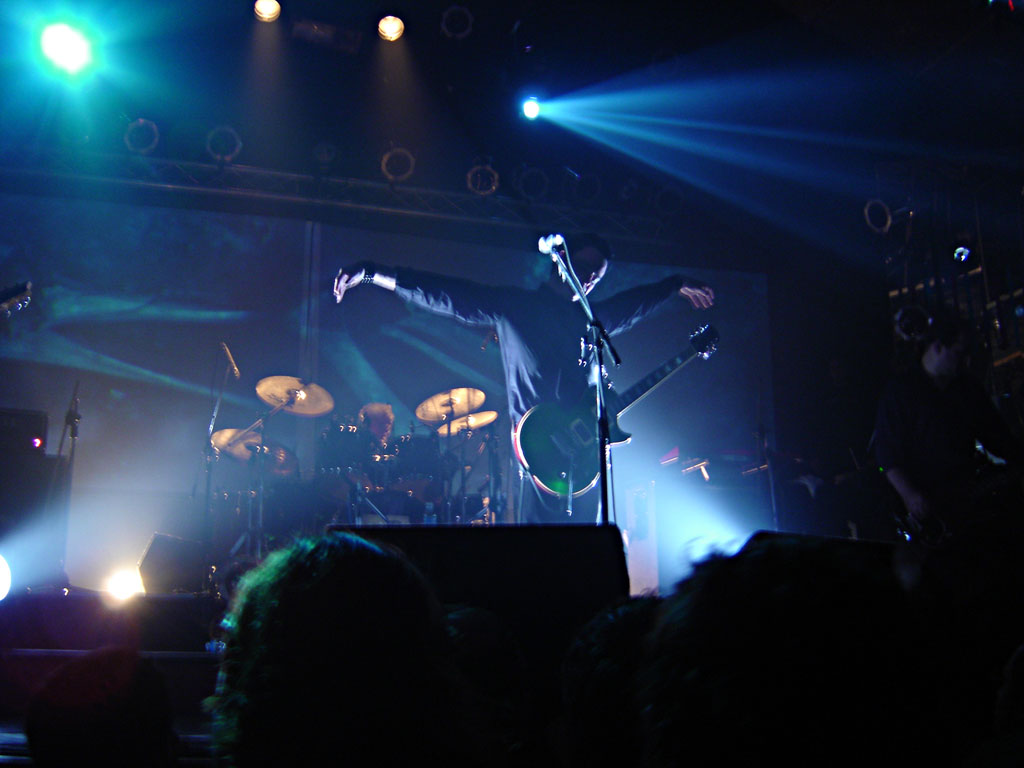

Los Siete Delfines comenzaron con un dúo integrado por Richard Coleman (ex-Fricción y Metrópoli) y Horacio "Gamexane" Villafañe (ex-Todos Tus Muertos). Luego se sumaron Braulio D'Aguirre (batería) y Ricardo Sáenz Paz (bajo y coros). El nombre del grupo es un juego de palabras sobre la base de las siglas de la droga psicodélica LSD.
Aunque todavía no tenían un disco en la calle, los Delfines fueron galardonados como la Banda Revelación en el año 1990, por el Sí de Clarín. Habían tenido una gran recepción en los recitales organizados por la Municipalidad de Buenos Aires, al aire libre en la 9 de Julio. Allí se presentaron junto a Charly García, Luis Alberto Spinetta y Fabiana Cantilo.
En junio de 1992, la banda editó su primer trabajo discográfico, titulado L7D; del cual se destacan canciones como «Dale salida», «Es tan celosa» y «Post Crucifixión», versión de una canción de Pescado Rabioso. Este material fue grabado en los estudios de Soda Stereo y contó con la producción artística de Gustavo Cerati.

«En épocas en que los grandes letristas no descuellan (salvo los tradicionales), Coleman insiste en una poesía única y particular. Fascinado por los juegos de palabras y por una danza casi fotográfica de imágenes superpuestas, canciones como «Azulado» (que grabó Soda Stereo en su segundo LP) o las actuales letras de Los Delfines están absolutamente dedicadas a la belleza»
 Gloria Guerrero

Después de una fuerte discusión con Coleman, Gamexane decidió separarse definitivamente de la banda en marzo de 1993. En su reemplazo, convocaron transitoriamente al ex Fricción, Roly Ureta. Ya como trío tocaron como teloneros de INXS y Soul Asylum, en Vélez. Nada memorable, la segunda placa, se grabó entre junio y julio de 1993, y el corte difusión fue «Tuyo».
Hacia el año 1995, los Delfines se convirtieron en la primera banda sudamericana en lanzar un CD-ROM interactivo,[cita requerida] acompañando al tercer disco Desierto. A través de una computadora personal, el usuario podía navegar por una laberíntica pirámide virtual, abrir puertas, encontrarse con fotos, clips y melodías del disco.
Hacia fines de 1996, presentan un EP titulado Azulado, con algunos temas en vivo grabados en la presentación de Desierto y dos remixes de colección. A fines de ese año se presentan en el Festival Alternativo, organizado por Rock & Pop (radio de Argentina) en el Estadio del Club Ferrocarril Oeste. Además, en este mismo año la banda telonea a Siouxsie and the Banshees en el Estadio Obras en ocasión de su segunda visita a Argentina.
El quinto trabajo discográfico, titulado Dark, fue editado en el año 1997, a través de su propio sello, L7D Records. La prensa calificó al material como el mejor disco de la banda. En ese mismo año, se produce el alejamiento de Ricky Sáenz Paz (bajo, stick y coros). Con Diego "Soto" García (guitarra y coros) y Germán Lentino en el bajo (quienes ya los acompañaban en los shows en vivo en calidad de artistas invitados), siguen presentando "Dark" en Capital Federal, Buenos Aires y el interior del país.
La placa Regio es un disco en vivo, registrado en un show brindado en el teatro del mismo nombre en octubre del año 1998. Un año más tarde sacaron a la venta su séptimo disco: Dudosa Estrella, una edición limitada de colección con tres temas más de su show en vivo, además de un tema nuevo, «Cruz», y una versión de «Love Will Tear Us Apart» del grupo británico Joy Division.
En el año 2001 sale a la venta el siguiente disco llamado Aventura, que fue grabado en Buenos Aires y masterizado en Los Ángeles, con Tweety González como productor. Aventura Out Takes & Out Mixes del 2003 era un EP que contaba con remixes de su último disco y temas inéditos.
Carnaval de fantasmas es el séptimo y último disco de la banda, editado en 2008 y producido por el mismo Coleman. La grabación del material demandó todo el año 2007. 
En 2010, realizan un show en formato electroacústico y luego del mismo, Richard Coleman abandona la banda para iniciar su carrera solista.
En febrero de 2019, los miembros restantes anuncian la continuidad de la banda con Diego Soto García en voz y una presentación en La Tangente en abril de 2019. continuando hasta 2022 en formato trío.

## Miembros
- Braulio D'Aguirre: batería, teclados, programaciones y coros.
- Diego 'Soto' García: voz, guitarra y efectos.
- German Lentino: bajos.

## Discografía

### Álbumes de estudio
- L7D (1992)
- Nada memorable (1993)
- Desierto (1995)
- Dark (1997)
- Aventura (2001)
- Carnaval de Fantasmas (2008)

### Extended Plays
- Azulado (1996)

### Álbumes en vivo
- Regio (1999)

### Álbumes recopilatorios y reversiones
- Dudosa estrella (1999)
- Aventura Out Takes & Out Mixes (2003)